# Quái thú Montauk

Bức hình chụp con quái vật

Quái vật Montauk là một sinh vật không rõ nguồn gốc chết và trôi dạt vào một bãi biển gần khu vực Montauk, New York và được phát hiện vào tháng 7 năm 2008. Xác của quái thú này đã bị trương lên do ngâm nước quá lâu. Nhìn kỹ, trông nó giống như một con rùa nhưng không có mai hoặc một loài chó bị biến dị. Danh tính, nguồn gốc của sinh vật này và tính xác thực của những câu chuyện xung quanh nó là đề tài tranh cãi chưa được giải quyết và phát sinh nhiều đồn đoán về con vật này. Do vị trí phát hiện của xác quái thú này không rõ ràng nên người ta vẫn hoài nghi đây chỉ là một trò lừa đảo. Tuy nhiên, hình ảnh gớm ghiếc của con quái thú được đặt tên là Montauk lan truyền trên mạng vẫn đưa Montauk vào danh sách những con quái vật của truyền thuyết.

## Những suy đoán
Qua nghiên cứu các bức ảnh và kết luận sơ bộ thì có nhiều giả thiết từ con vật này, nó có thể là con vật bị đột biến từ các loài sau:
- Con gấu trúc châu Mỹ (Raccoon)
- Một con rùa biển không có mai
- Một con vật trong Bộ gặm nhấm
- Một con chó hoặc một con sói đồng cỏ
- Hoặc có thể là một con cừu